# Gerrit Hoeckgeest

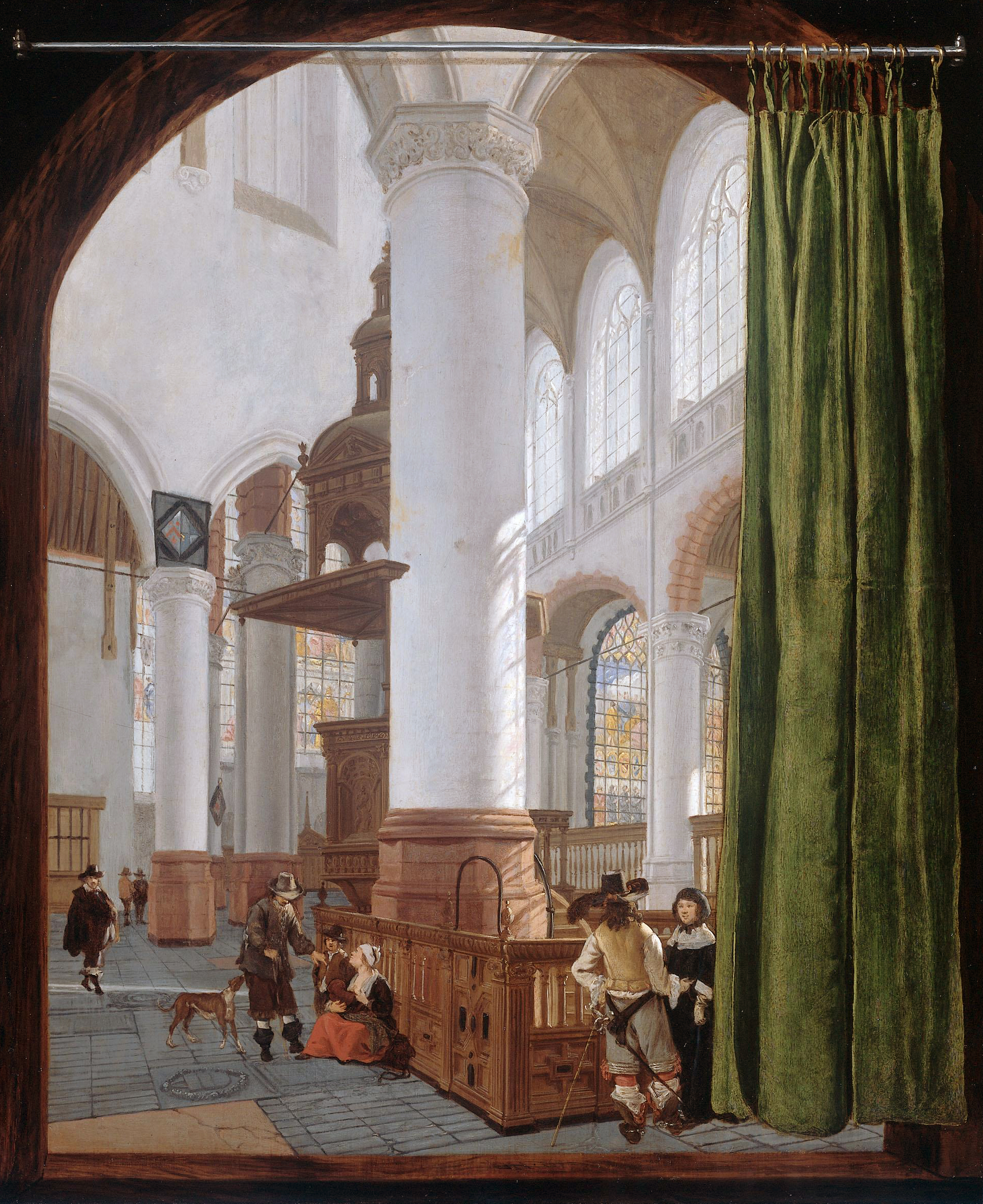
Interiör från gamla kyrkan i Delft, 1654.

Gerrit Hoeckgeest eller Gerhard Hauckgeest, född omkring 1600, död 1661, var en holländsk målare och grafiker.
Hoeckgeest målade huvudsakligen arkitekturbilder, i synnerhet kyrkointeriörer, och bringade denna motivart till sin fulländning genom utnyttjande av sneda perspektiv och en skicklig användning av det infallande ljuset.